# Melanips sylvanus
Melanips sylvanus är en stekelart som beskrevs av Giraud 1860. Melanips sylvanus ingår i släktet Melanips, och familjen glattsteklar. Arten är reproducerande i Sverige.